# W85型核弹

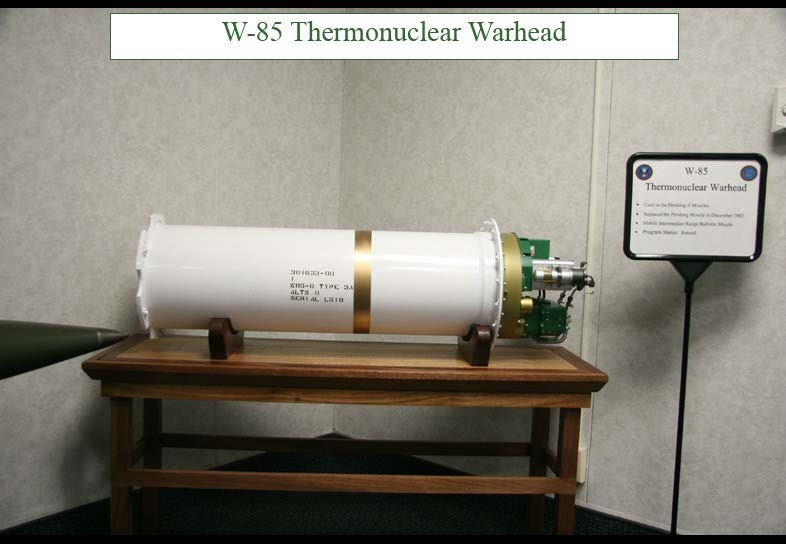
正在柯特兰空军基地核武器教学博物馆中展出的W85弹头。

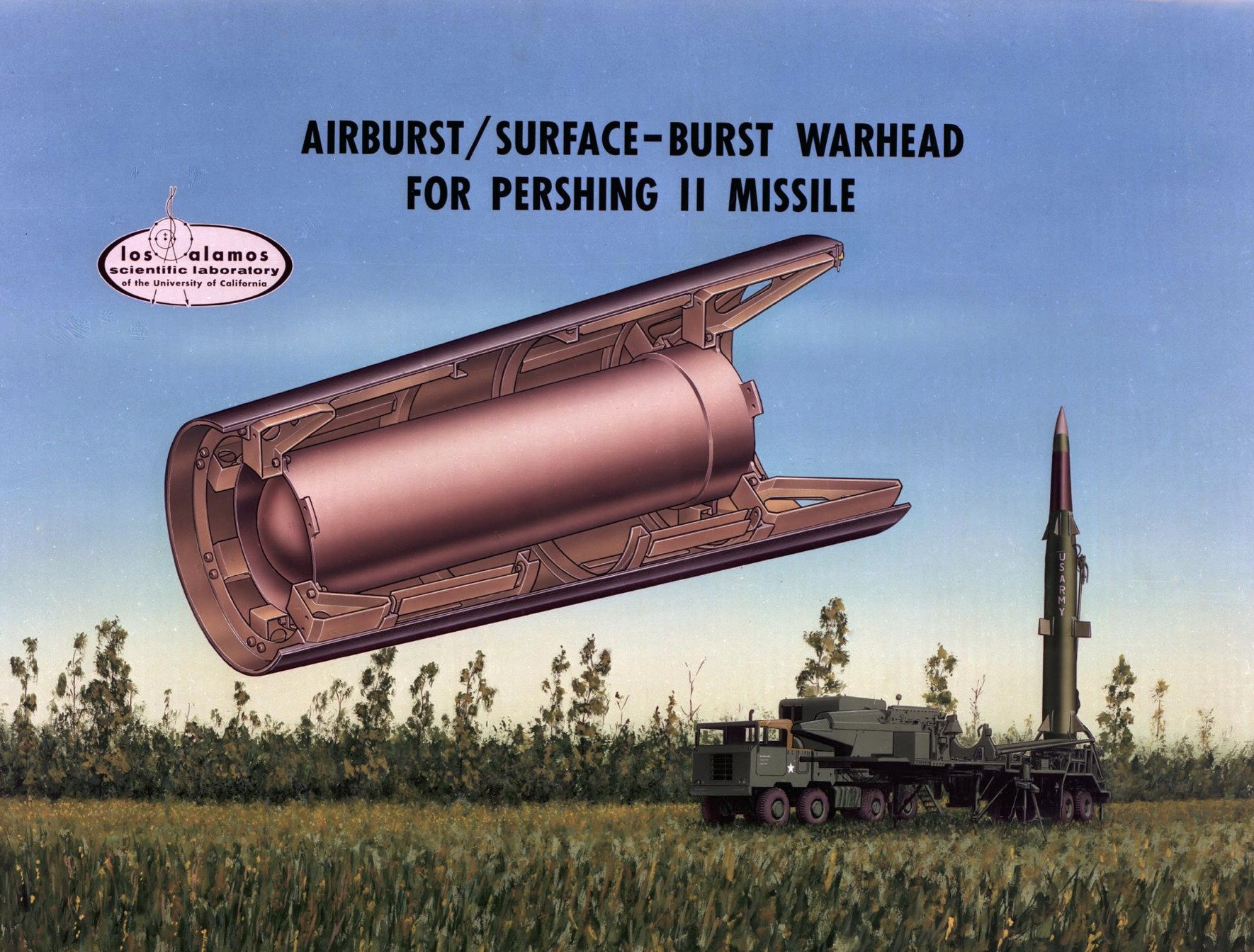
潘兴II型空爆/地表爆破热核弹头

W85是美国研制的用于武装潘兴II导弹的氢弹。这是一种可变当量装备，可选择的爆炸当量为300、5000、1万或8万吨TNT。  

## 概述
潘兴Ia导弹最初装备了当量达到40万吨的W50弹头。但是到了20世纪70年代初，它的威力已经显得过于庞大，无法将此类导弹用作战术核武器，因为40万吨级甚至比许多战略核弹头还要强大。潘兴II拥有高精度机动再入飞行器（MARV），配备了雷达终端制导系统，使其能够使用低当量的W85弹头来达到相同的战术目的。该弹头源自B61 Mod 3 ，并在弹头的主要阶段使用相同的结构。 但W85也被描述为具有类似于B61-4的设计。  潘兴II型弹头部分的总重量为591磅（268公斤），其中包括再入飞行器。 
潘兴导弹退役后，所有生产的W85弹头都被改装成B61 Mod 10 炸弹 。美国一共制造了215枚W85弹头。 